# Daleko od okna
Daleko od okna – polski film wojenny z 2000 roku na podstawie opowiadania Hanny Krall Ta z Hamburga ze zbioru Taniec na cudzym weselu.

## Obsada aktorska
- Dorota Landowska – Barbara, żona Jana
- Dominika Ostałowska – Regina Lilienstern
- Bartosz Opania – Jan
- Krzysztof Pieczyński – Jodła, granatowy policjant
- Karolina Gruszka – Helusia
- Dariusz Toczek – Marek, pomocnik Jana
- Jerzy Żydkiewicz – ksiądz chrzczący Helusię
- Olgierd Łukaszewicz – wysłannik Reginy